# Anna Szél
Anna Hella Szél (ur. 13 sierpnia 2001) – węgierska zapaśniczka walczący w stylu wolnym. Zajęła dziewiąte miejsce na mistrzostwach świata w 2022.
Dziewiąta na mistrzostwach Europy w 2023. Dwunasta w indywidualnym Pucharze Świata w 2020. 
Srebrna medalistka igrzysk olimpijskich młodzieży w 2018. Trzecia na MŚ U-23 w 2021. Pierwsza na ME U-23 w 2023. Druga na ME juniorów w 2019 i 2021. Druga na MŚ kadetów w 2018 i trzecia w 2017. Mistrzyni Europy kadetów w 2017 i 2018 roku.